# Claoxylon muscisilvae
Claoxylon muscisilvae är en törelväxtart som beskrevs av Airy Shaw. Claoxylon muscisilvae ingår i släktet Claoxylon och familjen törelväxter. Inga underarter finns listade i Catalogue of Life.